# Индекс KASE
Индекс KASE, КЕЙС (Index KASE) — фондовый индекс, основной индикатор фондового рынка Казахстана. Рассчитывается Казахстанской фондовой биржей.
Значение Индекса KASE пересчитывается после каждой сделки, заключенной с акциями, которые входят в представительский список индекса. В настоящее время в представительский список индекса входит 9 наиболее ликвидных акций крупнейших и динамично развивающихся казахстанских эмитентов, виды экономической деятельности которых относятся к основным секторам экономики.
Перечень эмитентов и их вес в индексе регулярно пересматриваются.

## Представительский список Индекса KASE
(на 17.02.2023)
| № | Тикер | Компания                            | Доля, % |
| - | ----- | ----------------------------------- | ------- |
| 1 | KSPI  | Kaspi.kz                            | 15,4    |
| 2 | KMGZ  | Национальная компания "КазМунайГаз" | 15,4    |
| 3 | HSBK  | Народный банк                       | 15,3    |
| 4 | KCEL  | Kcell                               | 14,9    |
| 5 | KZAP  | Казатомпром                         | 14,7    |
| 6 | KZTK  | Казахтелеком                        | 7,2     |
| 7 | CCBN  | Банк ЦентрКредит                    | 7,0     |
| 8 | KEGC  | KEGOC                               | 6,2     |
| 9 | KZTO  | КазТрансОйл                         | 4,0     |